# San Antonio de Flores (El Paraíso)
San Antonio de Flores is een gemeente (gemeentecode 0711) in het departement El Paraíso in Honduras. De gemeente grenst aan Nicaragua.
Het dorp heette eerst Los Llanos de Ibtipú. Het hoorde bij het departement Tegucigalpa, dat nu Francisco Morazán heet. In 1886 ging het over naar El Paraíso.
De hoofdplaats ligt op 18 km van Texiguat, aan de beek El Camarón.

## Bevolking
De bevolking is als volgt verdeeld:
| Vrouwen | 2663 | 46,5% |
| Mannen  | 3066 | 53,5% |

## Dorpen
De gemeente bestaat uit negen dorpen (aldea), waarvan de grootste qua inwoneraantal: San Antonio de Flores (code 071101) en Mandasta (071106).